# École nationale supérieure de chimie de Paris
École nationale supérieure de chimie de Paris – francuska politechnika w Paryżu, zaliczająca się do Grandes écoles.
Uczelnia została założona w 1896 jako Institut de chimie appliquée.

## Osoby związane z uczelnią
- Franck Touzet, francuski duchowny katolicki
- Georges Urbain, francuski chemik, odkrywca lutetu[2]